# Torri di Colombo
Le Torri di Colombo (n spagnoloTorres de Colón) sono due torri gemelle ad uso uffici di Madrid. 

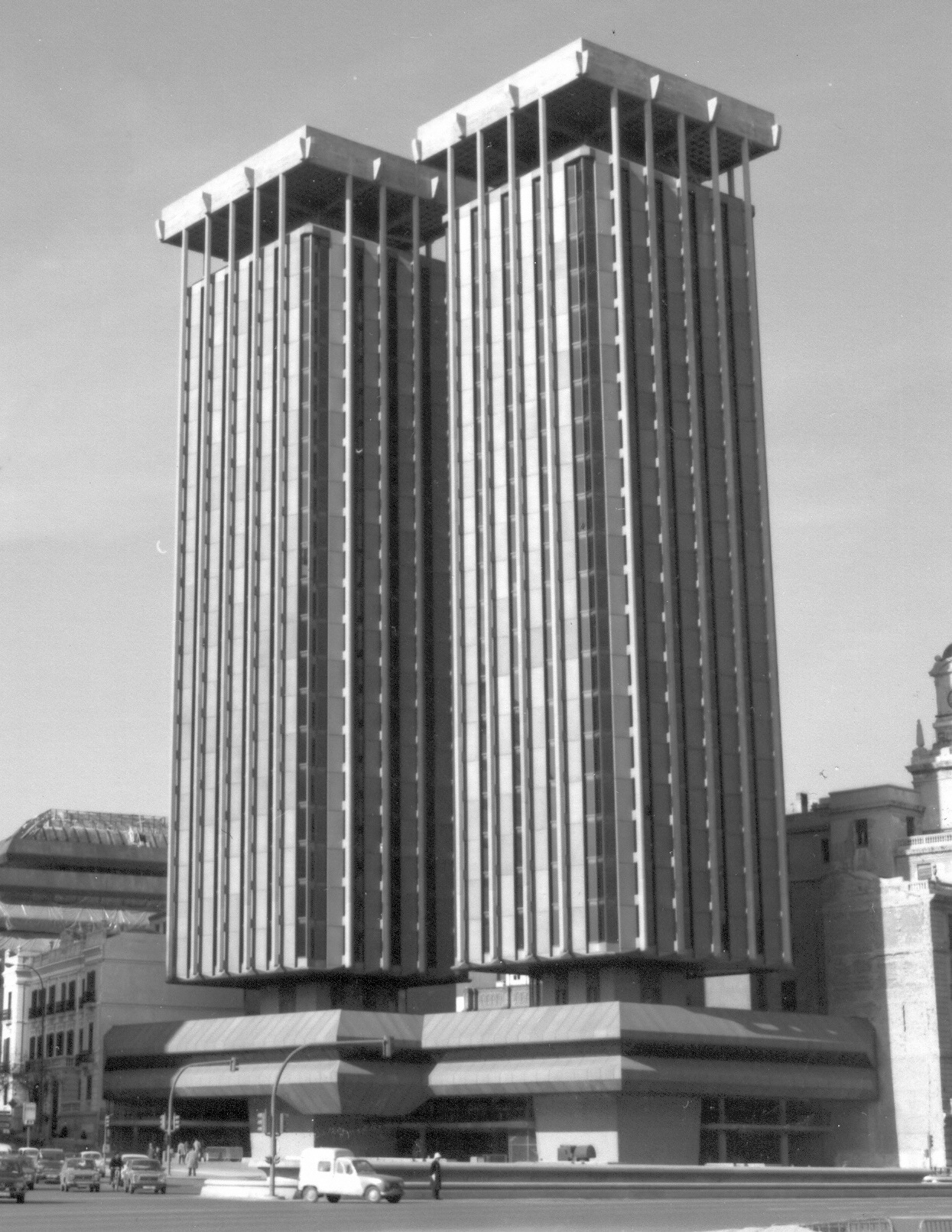
Le torri prima delle modifiche degli anni novanta

Furono costruite tra il 1967 e il 1976 su progetto dell'architetto Antonio Lamela. Le torri sono altre 116 metri per 23 piani fuori terra.
Le torri sono situate in Plaza de Colón, uno dei più importanti centri commerciali della capitale spagnola. Sono state dal 1976 al dicembre 1988 gli edifici per uffici più alti di Madrid, per poi essere superate dalla Torre Picasso.